# Hrdošná skala
Hrdošná skala (902 m) – szczyt w Wielkiej Fatrze na Słowacji. Wznosi się w jej części zwanej Szypską Fatrą.
Hrdošná skala znajduje się na północno-wschodnim grzbiecie szczytu Ostré (1067 m). Grzbiet ten, zwany Hrdošem, ma trzy niewybitne, ale skaliste wzniesienia. Hrdošná skala znajduje się na jego północno-wschodnim końcu. Jej południowo-zachodnia ściana widoczna jest z daleka nad lasem. Zbudowana jest z twardych dolomitów płaszczowiny choczańskiej. Tworzą one wielkie skalne bloki z rozpadlinami, skalnymi bramami i jaskiniami. Największa z nich to Žaškovska jaskyňa o korytarzach łącznej długości 120 m. Jest niedostępna turystycznie. Na mapie zaznaczona jest Jaskyňa v Hrdoši.
Północno-wschodnie stoki Hrdošnej skały opadają do doliny Žaskovskiego potoku, północno-zachodnie do doliny Uhlisko. Stoki południowo-wschodnie poprzez przełęcz przechodzą w lesista kopkę Diel oddzielającą Hrdošną skałę od Komjatnianskiej doliny. Stoki Hrdošnej porasta las, ale jest w nim wiele niedużych polan
Szczyt Hrdošnej skały jest dobrym punktem widokowym na Małą Fatrę, Góry Choczańskie i Tatry Zachodnie. Na obrzeżu lasu u północno-wschodnich podnóży znajduje się maszt przekaźnikowy internetu radiowego.

## Legenda
Według legendy orawskiej w przeszłości na grzbiecie Hrdoš stał murowany zamek szlachcica o nazwisku Hrdoš i imieniu Dumny. Hrdoš był bardzo bogaty, ale bardzo martwił się o swoje bogactwo, dlatego ukrył je w okolicznych jaskiniach. Jego życie pełne było złych uczynków oraz strachu o ukryte skarby. W końcu zakończył je zeskakując ze skały zwanej obecnie Hrdošová. W jaskiniach gdzieś pozostają ukryte przez niego skarby.

## Turystyka
Przez Hrdošną skałę prowadzi zielony szlak turystyczny. Krzyżuje się on z innymi szlakami, dzięki czemu na skałę tę można wyjść z wszystkich okolicznych miejscowości: Komjatná, Žaškov, Stankovany, Ľubochňa, Švošov.
   Komjatná – Hrdošná skala. Odległość 3 km, suma podejść 330 m, suma zejść 35 m, czas przejścia 1:20 h (z powrotem 1 h)
  Žaškov – Žaškovské sedlo – Sedlo pod Ostrým – Hrdoš – Hrdošná skala. Odległość 7,3 km, suma podejść 550 m, suma zejść 140 m, czas przejścia 2:30 h (z powrotem 2:05 h)